# Rajd Szwecji 1989
Rezultaty Rajdu Szwecji (39. International Swedish Rally), eliminacji Rajdowych Mistrzostw Świata w 1989 roku, który odbył się w dniach 6-8 stycznia. Była to pierwsza runda czempionatu w tamtym roku. Bazą rajdu było miasto Karlstad. 

## Zwycięzcy odcinków specjalnych[1]
| Etap | Data       | OS | Godzina | Nazwa             | Długość  | Zwycięzca                                                | Czas  | Śred. pręd  | Lider rajdu      |
| ---- | ---------- | -- | ------- | ----------------- | -------- | -------------------------------------------------------- | ----- | ----------- | ---------------- |
| 1    | 6 stycznia | 1  | b.d.    | Karlstad          | 2,02 km  | Per Eklund                                               | 1:21  | 89,78 km/h  | Per Eklund       |
| 1    | 6 stycznia | 2  | b.d.    | Storfors          | 21,10 km | Kenneth Eriksson                                         | 12:59 | 97,51 km/h  | Kenneth Eriksson |
| 1    | 6 stycznia | 3  | b.d.    | Asphyttan         | 15,39 km | Timo Salonen                                             | 8:27  | 109,28 km/h | Kenneth Eriksson |
| 1    | 6 stycznia | 4  | b.d.    | Godåsen           | 26,24 km | Timo Salonen                                             | 13:45 | 114,50 km/h | Kenneth Eriksson |
| 1    | 6 stycznia | 5  | b.d.    | Backa             | 28,10 km | Timo Salonen                                             | 15:43 | 107,27 km/h | Kenneth Eriksson |
| 1    | 6 stycznia | 6  | b.d.    | Gustavsfors       | 5,54 km  | Timo Salonen Kenneth Eriksson                            | 3:17  | 101,24 km/h | Kenneth Eriksson |
| 1    | 6 stycznia | 7  | b.d.    | Månäs             | 8,33 km  | Mikael Ericsson                                          | 4:11  | 119,47 km/h | Kenneth Eriksson |
| 1    | 6 stycznia | 8  | b.d.    | Vitsand           | 3,64 km  | Ingvar Carlsson                                          | 2:20  | 93,60 km/h  | Kenneth Eriksson |
| 1    | 6 stycznia | 9  | b.d.    | Svensk-Andersberg | 11,08 km | Timo Salonen                                             | 6:25  | 103,61 km/h | Timo Salonen     |
| 1    | 6 stycznia | 10 | b.d.    | Mitlandersfors    | 13,21 km | Timo Salonen                                             | 7:58  | 99,49 km/h  | Timo Salonen     |
| 1    | 6 stycznia | 11 | b.d.    | Axland            | 21,24 km | Timo Salonen Ingvar Carlsson                             | 11:15 | 113,28 km/h | Timo Salonen     |
| 1    | 6 stycznia | 12 | b.d.    | Fredros           | 13,99 km | Kenneth Eriksson                                         | 8:04  | 104,06 km/h | Timo Salonen     |
| 1    | 6 stycznia | 13 | b.d.    | Langjohanstorp    | 19,44 km | Ingvar Carlsson                                          | 11:06 | 105,08 km/h | Timo Salonen     |
|      |            |    |         |                   |          |                                                          |       |             | Timo Salonen     |
| 2    | 7 stycznia | 14 | b.d.    | Bäckelid          | 6,14 km  | Kenneth Eriksson                                         | 3:30  | 105,26 km/h | Timo Salonen     |
| 2    | 7 stycznia | 15 | b.d.    | Älvsbacka 1       | 14,02 km | Kenneth Eriksson Timo Salonen                            | 7:52  | 106,93 km/h | Timo Salonen     |
| 2    | 7 stycznia | 16 | b.d.    | Sunnemo           | 24,98 km | Timo Salonen                                             | 13:47 | 108,74 km/h | Timo Salonen     |
| 2    | 7 stycznia | 17 | b.d.    | Gustav Adolf      | 19,42 km | Kenneth Eriksson                                         | 10:33 | 110,45 km/h | Timo Salonen     |
| 2    | 7 stycznia | 18 | b.d.    | Malta             | 11,88 km | Timo Salonen                                             | 6:31  | 109,38 km/h | Timo Salonen     |
| 2    | 7 stycznia | 19 | b.d.    | Hinnersbröjden    | 12,87 km | Kenneth Eriksson                                         | 6:47  | 113,84 km/h | Timo Salonen     |
| 2    | 7 stycznia | 20 | b.d.    | Lövåsen           | 24,86 km | Timo Salonen                                             | 13:27 | 110,90 km/h | Timo Salonen     |
| 2    | 7 stycznia | 21 | b.d.    | Ruskåsen          | 10,41 km | Timo Salonen                                             | 6:00  | 104,10 km/h | Timo Salonen     |
| 2    | 7 stycznia | 22 | b.d.    | Killingeberget    | 6,91 km  | Mikael Ericsson                                          | 3:52  | 107,22 km/h | Timo Salonen     |
| 2    | 7 stycznia | 23 | b.d.    | Skalla            | 8,72 km  | Timo Salonen                                             | 6:56  | 75,46 km/h  | Timo Salonen     |
| 2    | 7 stycznia | 24 | b.d.    | Bredsjön          | 9,69 km  | Mikael Ericsson                                          | 5:57  | 97,71 km/h  | Ingvar Carlsson  |
| 2    | 7 stycznia | 25 | b.d.    | Bogen             | 14,80 km | Ingvar Carlsson                                          | 8:43  | 101,87 km/h | Ingvar Carlsson  |
| 2    | 7 stycznia | 26 | b.d.    | Kyrkskogen        | 12,37 km | Per Eklund                                               | 7:52  | 94,35 km/h  | Ingvar Carlsson  |
| 2    | 7 stycznia | 27 | b.d.    | Hammarshöjden     | 8,10 km  | Kenneth Eriksson                                         | 5:15  | 92,57 km/h  | Ingvar Carlsson  |
| 2    | 7 stycznia | 28 | b.d.    | Tobyn             | 10,19 km | Ingvar Carlsson                                          | 6:37  | 92,40 km/h  | Ingvar Carlsson  |
|      |            |    |         |                   |          |                                                          |       |             | Ingvar Carlsson  |
| 3    | 8 stycznia | 29 | b.d.    | Skargen           | 6,92 km  | Timo Salonen                                             | 4:25  | 94,01 km/h  | Ingvar Carlsson  |
| 3    | 8 stycznia | 30 | b.d.    | Örbäcken          | 4,30 km  | Kenneth Eriksson Timo Salonen Mikael Ericsson Per Eklund | 2:24  | 107,50 km/h | Ingvar Carlsson  |
| 3    | 8 stycznia | 31 | b.d.    | Mallbacken        | 26,06 km | Kenneth Eriksson                                         | 15:47 | 99,07 km/h  | Ingvar Carlsson  |
| 3    | 8 stycznia | 32 | b.d.    | Bjälverud         | 21,58 km | Stig Blomqvist                                           | 11:51 | 109,27 km/h | Ingvar Carlsson  |
| 3    | 8 stycznia | 33 | b.d.    | Lonnhöjden        | 19,83 km | Kenneth Eriksson                                         | 11:26 | 104,06 km/h | Ingvar Carlsson  |
| 3    | 8 stycznia | 34 | b.d.    | Mangen            | 22,00 km | Kenneth Eriksson                                         | 13:25 | 98,39 km/h  | Ingvar Carlsson  |
| 3    | 8 stycznia | 35 | b.d.    | Degerhöjden       | 10,04 km | Stig Blomqvist Timo Salonen                              | 5:50  | 103,27 km/h | Ingvar Carlsson  |
| 3    | 8 stycznia | 36 | b.d.    | Humletorp         | 5,00 km  | Sebastian Lindholm                                       | 6:15  | 48,00 km/h  | Ingvar Carlsson  |
| 3    | 8 stycznia | 37 | b.d.    | Färjedstadts      | 4,00 km  | Per Eklund Sebastian Lindholm                            | 2:07  | 113,39 km/h | Ingvar Carlsson  |

| Zwycięzcy OS-ów    | Zwycięzcy OS-ów |
| Kierowca           | Ilość           |
| ------------------ | --------------- |
| Timo Salonen       | 16              |
| Kenneth Eriksson   | 12              |
| Ingvar Carlsson    | 5               |
| Per Eklund         | 4               |
| Mikael Ericsson    | 4               |
| Stig Blomqvist     | 2               |
| Sebastian Lindholm | 2               |

## Wyniki końcowe rajdu[2]
| Msc. | Kierowca              | Pilot             | Samochód               | Czas    | Strata | Grupa | Punkty |
| ---- | --------------------- | ----------------- | ---------------------- | ------- | ------ | ----- | ------ |
| 1    | Ingvar Carlsson       | Per Carlsson      | Mazda 323 4WD          | 4:58.15 | 0.0    | A8    | 20     |
| 2.   | Per Eklund            | Dave Whittock     | Lancia Delta Integrale | 4:59.18 | +1.03  | A8    | 15     |
| 3.   | Kenneth Eriksson      | Staffan Parmander | Toyota Celica GT-Four  | 4:59.57 | +1.42  | A8    | 12     |
| 4.   | Mikael Ericsson       | Claes Billstam    | Lancia Delta Integrale | 5:01.58 | +3.43  | A8    | 10     |
| 5.   | Stig Blomqvist        | Benny Melander    | Audi 200 Quattro       | 5:02.52 | +4.37  | A8    | 8      |
| 6.   | Sebastian Lindholm    | Pentti Kuukkala   | Lancia Delta Integrale | 5:03.00 | +4.45  | A8    | 6      |
| 7.   | Leif Asterhag         | Ragnar Spjuth     | Toyota Celica GT-Four  | 5:03.17 | +5.02  | A8    | 4      |
| 8.   | Stig-Olov Walfridsson | Gunnar Barth      | Audi 80 Quattro        | 5:07.45 | +9.30  | A8    | 3      |
| 9.   | Björn Johansson       | Anders Olsson     | Opel Kadett GSI        | 5:07.57 | +9.42  | A7    | 2      |
| 10.  | Håkan Eriksson        | Jan Svanström     | Opel Kadett GSI        | 5:09.31 | +11.16 | A7    | 1      |

## Klasyfikacja po 1 rundzie
Tabele przedstawiają tylko pięć pierwszych miejsc.

### Kierowcy
| Lp. | Kierowca         | Pkt |
| --- | ---------------- | --- |
| 1   | Ingvar Carlsson  | 20  |
| 2   | Per Eklund       | 15  |
| 3   | Kenneth Eriksson | 12  |
| 4   | Mikael Ericsson  | 10  |
| 5   | Stig Blomqvist   | 8   |